# ホテル日航成田
ホテル日航成田（ホテルにっこうなりた、Hotel Nikko Narita）は、千葉県成田市取香にあるホテル。オークラニッコーホテルマネジメントのブランド「ニッコーホテルズインターナショナル」の1つである。

## 概要
1978年5月21日、新東京国際空港（現・成田国際空港）開港日に日本航空開発（後のJALホテルズ、現・オークラニッコーホテルマネジメント）初の直営ホテルとして開業。第1ターミナルビルから3キロメートルほど離れた丘陵地に位置する。成田新幹線計画で着工・掘削されたトンネル（切土）の真上にあたる丘陵の頂上部分にホテルが建設された。空港利用客、乗り継ぎ客をターゲットとしていることから、空港ターミナルビルへの送迎バスが開業当時より運行されている。
1993年に新館を増築。スイートルームを含む全722室。4つのレストラン&バー、大小7つの宴会場、チャペル（2001年開業）などの結婚式場、屋外プール（夏季営業）が有る。2006年にフロント付近に日本航空国際線の自動チェックイン機（eチケット専用）が設置された。かつてはフロント付近に有人のチェックインカウンターが長らく設置され、成田発国際線の出発手続きおよび国内線も含めた日本航空便の荷物のチェックインを行えたが、2005年頃に空港セキュリティーが厳格化されたことを受け廃止されている。2008年5月には「ローソン ホテル日航成田店」が開業し、2008年からは、近隣にあったJALホテルズ系列のホテル（ホテル日航ウインズ成田、現 東横イン成田空港本館）が系列から離れたことを受けて、空港間送迎バスの運行が直営化されている。
2006年にJALホテルズ（現・オークラ ニッコー ホテルマネジメント）は、ゴールドマン・サックスの特定目的会社である有限会社港丸ホテル・ホールディングスへ当ホテルの不動産と経営権を売却。ホテル日航川崎・ホテル日航千歳などと共に、ゴールドマン・サックスグループのホテルマネージメントジャパンへ賃借し、アビリタスホスピタリティ（旧社名：アーコン・ホスピタリティ）が運営支援を行い、オークラニッコーホテルマネジメントによる運営が継続されている。
なお、成田新幹線計画は実現しなかったため、建物周辺の鉄道施設は開業時から放置されていたが、成田空港高速鉄道のJR成田線（空港支線）が1991年開業となり単線が整備された。部屋の方角によっては直下に成田エクスプレスなどが頻繁に見られる。これに注目したアビリタス・ホスピタリティの各ホテルは2009年10月から2010年3月末まで「成田空港&鉄ちゃん御用達ルーム 24時間ステイ」という宿泊プランを企画した。また、2009年にはJR成田線（空港支線）の隣接部に成田スカイアクセス用の標準軌の線路（成田空港高速鉄道）が敷設され、新型スカイライナーなども傍観できる。

## 客室
- 本館
  - スタンダードシングル
  - スタンダードツイン/ダブル
  - デラックスツイン
  - コンフォートシングル
  - コンフォートツイン/ダブル/トリプル
- 新館
  - エグゼクティブツイン/ダブル
  - スイートツイン/ダブル
  - ロイヤルスイートツイン

## 設備
- セリーナ　レストラン
- ほかけ鮨　寿司
- サンセットラウンジ
- 桃李　中国料理
- ローソン　コンビニエンスストア

ほか

## アクセス
- 成田国際空港 
  - 第1ターミナル1階バス乗り場よりホテル無料シャトルバスで5分
  - 第2ターミナル1階バス乗り場よりホテル無料シャトルバスで10分
- 鉄道 
  - JR・京成電鉄空港第2ビル駅・成田空港駅から各ターミナルのバス乗り場へ上がり、ホテル無料シャトルバスで10分。

そのほか、ホテル前に成田サークルバスのバス停がある。